# Самсон фон Гиммельшерна, Гвидо-Герман Карлович
Гвидо Карлович Самсон фон Гиммельшерна (нем. Hermann Guido Samson von Himmelstjerna; 1809—1868) — ординарный профессор, декан медицинского факультета и ректор Императорского Дерптского университета, доктор медицины, действительный статский советник.

## Биография
Родился 18 (30) января 1809 года в поместье Корасте; был сыном от второго брака асессора эстонского уездного управления лифляндской кредитной системы Карла Германа Кристена Самсона фон Гиммельшерна (1777—1858).
В 1821—1825 годах учился в Дерптской гимназии и в 1826 году в Дерптский университет, где в течение трёх лет занимался изучением юридических наук, а с 1829 года учился на медицинском факультете, который окончил в августе 1833 года. Выдержав экзамен и защитив в 1834 году диссертацию: «De extracto aethereo oleoso-resinoso seminum Сіnае» (Dorpati Livon, 1834), он получил звание доктора медицины и отправился, для дальнейшего усовершенствования в науках, за границу: занимался в Берлине, Вюрцбурге, а также в Вене у Карла Рокитанского. В Вюрцбурге в 1836 году он женился на дочери королевского окружного судьи Петра фон Вельца.
Вернувшись в Россию, в апреле 1837 года поступил на военную службу в морское ведомство — ординатором калинкинского морского госпиталя; в 1838—1841 гг. был четыре раза в заграничных плаваниях на судне «Ораниенбаум» (в 1838) и на пароходофрегате «Богатырь». В 1842 году получил звание старшего ординатора Морского госпиталя.
В июле 1842 года он переехал в Брест-Литовск и назначен старшим лекарем брест-литовского александровского кадетского корпуса и написал в этом же году, изданную в Берлине, крупную монографию: «Beobachtungen uber den Scorbut, vorzuglich in pathologisch-anatomischer Beziehung».
В 1844 году был единогласно избран медицинским факультетом Дерптского университета на кафедру государственного врачебноведения, судебной медицины и медицинской полиции и в 1845 году был признан факультетом в звании ординарного профессора; в сентябре начал чтение лекций. Получив в главное заведование дерптскую уездную больницу (Bezirkshospital), он руководил больничной практикой молодых врачей, привлекая к практическим занятиям и своих студентов. Знание дела, теория и практика, так удачно соединенные в одном лице, а также преподавательский талант сразу завоевали симпатии его слушателей и коллег. Его деятельность вызвала интерес к изучению судебной медицины в университете. По словам одного из учеников его лекции были «ясны, вразумительны и почерпаемы большею частью из прямых источников, почему, разумеется, прилежно посещались слушателями, даже юристами». Самсон фон Гиммельшерна, если и не создал своей школы судебной медицины, то во всяком случае оставил достойных учеников, из которых достаточно назвать Шредера, Вульфа, Фалька, Штрауса, Армфельда, профессора судебной медицины в Московском университете, и др.
В 1848—1851 годах был цензором медицинских сочинений при дерптском цензурном комитете; 16 января 1862 года за отличие по службе был произведён в действительные статские советники.
В 1855 год медицинский факультет избрал его деканом на четыре года, университетский совет засвидетельствовал ему своё уважение, избрав его представителем на празднование двадцатипятилетнего юбилея Берлинского университета, а в 1865 году он был избран ректором и занимал эту должность до самой смерти.
Умер в день своего рождения, 18 (30) января 1868 года, от апоплексического удара.

## Семья
Внук, Гвидо фон Самсон-Гиммельшерна — дирижёр, музыкальный педагог.